# МММ

Акції МММ (аверс) номіналом 1000 рублів (1994)

«МММ» — радянська і російська приватна компанія, створена Сергієм Мавроді. Класична й найбільша в історії СРСР та Росії фінансова піраміда. За різними оцінками, в її діяльності брало участь 10-15 млн вкладників.
Засновники компанії: Сергій Мавроді, його брат В'ячеслав Мавроді та Ольга Мельникова. Керівник — Сергій Мавроді. Сергій Мавроді заявляв, що два інших засновника були номінальними фігурами необхідними йому виключно для реєстрації компанії.

## Історія
1989 року компанію «МММ» зареєстровано в Ленінському виконкомі Москви як кооператив і вона почала свою діяльність з торгівлі імпортною оргтехнікою (спочатку — ввезення в СРСР комп'ютерів і комплектуючих). Спочатку офіс розташовувався на Газгольдерній вулиці, з початку 1990-х — на Варшавському шосе, 26. Надалі, у міру зміни ситуації на ринку і в країні, неодноразово змінювався і напрямок діяльності компанії.
20 жовтня 1992 Хамовницькою філією Московської реєстраційної палати за юридичною адресою 109435, Москва, вул. Пироговська, д. 21 було зареєстровано АТВТ «МММ».
1993 року АТВТ «МММ» зареєструвало свій перший проспект емісії акцій. Він дозволяв випустити не більше 991 тис. акцій. Акції номіналом 1 тисяча рублів, випущені у паперовій формі, почали продавати 1 лютого 1994 року. З 7 лютого фірма ввела т. зв. «двосторонні котирування» з певною маржею на покупку і продаж власних акцій, які постійно зростали. Це призвело до значного попиту і як наслідок росту популярності даних цінних паперів, оскільки торги проходили за принципом «сьогодні завжди дорожче, ніж учора».
У лютому 1994 р. телебачення розповсюдило перше повідомлення про те, що АТ «МММ» сплатило своїм акціонерам дивіденди в розмірі 1000 % річних, після чого розпочалась агресивна рекламна кампанія. Кількість приватних інвесторів АТ «МММ», за різними оцінками, сягала від 3 до 20 млн осіб. Щотижневий дохід від продажу акцій становив майже 20 млрд руб. Очікуваний річний прибуток — 520 млрд руб. Обіцяні дивіденди акціонерам за підсумками року 1994 — 3000 %.
Небувалий попит на цінні папери «МММ», потребував постійного задоволення. Через що, незабаром керівництво компанії спробувало зареєструвати другий проспект емісії, вже на мільярд акцій. Але Міністерство фінансів Росії, дозволу на емісію не надало. Зупинки ж оголошена компанією схема не передбачала. Мавроді вдруге випустив ще 991 000 акцій компанії «МММ-фонди» (згідно з дозволом Мінфіну на Об'єднання «МММ», які вже були випущені), і також їх реалізував.

## МММ-2011
10 січня 2011 року Сергій Мавроді оголосив про створення нового проєкту — «МММ-2011: Мы Можем Многое!». В своєму блозі Мавроді початково назвав проєкт «фінансовою пірамідою» та попередив про можливі втрати коштів в будь-який момент. Він передбачає прибуток до 20% щомісячно, а пенсіонерам та інвалідам — до 30%. Він пропонує відкривати доларові рахунки в електронних платіжних системах та купляти віртуальні білети, які будуть рости в ціні. Мавроді сподівається залучити в свій проєкт в цьому році до ста тисяч учасників, а в наступному — до мільйона. Мавроді розраховує, що МММ-2011 буде працювати кілька десятиріч.
29 травня 2012 року Мавроді записує позачергове відеозвернення, в якому визнає наявність серйозних проблем в МММ-2011 і рекомендує ввести мораторій на видачу грошей старим вкладникам та на негативні відгуки про МММ.
31 травня 2012 року в МММ-2011 вводиться «режим спокою» (з обмеженням виплат). Створюється нова піраміда МММ-2012, фактично для покриття виплат МММ-2011.
16 червня 2012 року Мавроді відміняє «режим спокою» і робить заяву, згідно якої «жодне відновлення роботи МММ-2011… в нових реаліях вже неможливе». Також заявляється про початок поетапної виплати коштів учасникам. При цьому виплачуватися буде «номінал плюс 10% мінус вже отримане». Так як в МММ-2011 коштів на виплати недостатньо, передбачається використовувати кошти від нової піраміди — МММ-2012. Прогнозований строк виплат — 2-3 місяці, при цьому спочатку передбачається повернення вкладів до 10 тисяч рублів, потім — до 20 тисяч і так далі.
2 жовтня 2012 року на офіційному сайті Сергій Мавроді оголосив про відміну річних «депозитів» з доходністю 75% в місяць. Учасникам була представлена можливість «продати» свої вклади системі по поточному курсу, або вивести грошові кошти з системи. Також відмінено оформлення нових піврічних «депозитів» з доходністю 65% в місяць. Раніше оформлені продовжували знаходитися в системі на попередніх умовах.
21 січня 2013 року, Мавроді в своєму відеозверненні оголосив про «зміну концепції». Фактично, МММ була розформована на сотні автономних структур зі своїм автономним бюджетом і автономними правилами. Відповідальність за діяльність цих структур Мавроді нести не буде. Оголошено про згортання попередніх проєктів — «Авто за півціни», «Каса повернення МММ-2011».
В березні 2014 року в Москві була затримана група аферистів, які повідомляли постраждалим від діяльності «МММ-2011» про можливість повернення вкладів при умові участі спеціальним внеском в фонді повернення «МММ-2011». Потім шахраї повідомляли про блокування платежу і для отримання обіцяних грошей вимагали додаткові виплати нібито на оплату мита та податків.
6 грудня 2015 року Мавроді опублікував заяву про припинення роботи МММ в Росії, Білорусі та Казахстані і оголосив сайти в цих країнах шахрайськими.